# قطعنامه ۶۰۶ شورای امنیت
قطعنامه ۶۰۶ شورای امنیت سازمان ملل متحد که در تاریخ ۲۳ دسامبر ۱۹۸۷ تصویب شد، سندی بین‌المللی دربارهٔ آنگولا-آفریقای جنوبی است. این قطعنامه طی نشست ۲۷۷۸ام با ۱۵ رای موافق، ۰ مخالف و ۰ ممتنع تصویب شد.